# Scarpa d'oro 1970
La Scarpa d'oro 1970 è il riconoscimento calcistico che è stato assegnato al miglior marcatore assoluto in Europa tenendo presente le marcature segnate nel rispettivo campionato nazionale nella stagione 1969-1970. Il vincitore del premio è stato Gerd Müller del Bayern Monaco con 38 reti nella Bundesliga.
| Pos | Campionato                     | Nome           | Squadra          | Gol |
| --- | ------------------------------ | -------------- | ---------------- | --- |
| 1   | Bundesliga                     | Gerd Müller    | Bayern Monaco    | 38  |
| 2   | Division Nationale             | Carlo Devillet | Spora Luxembourg | 31  |
| 3   | A Republikanska futbolna grupa | Petăr Žekov    | CSKA Sofia       | 31  |